# Arvid Andersson
	Arvid Leander Andersson (Kila, 9 juli 1881 – Stockholm, 7 augustus 1956) was een Zweeds atleet. 
Andersson won met het team van de politie van Stockholm op Olympische Zomerspelen van 1912 in Stockholm een gouden medaille bij het touwtrekken. Andersson was de aanvoerder van de Zweedse ploeg In 1913 won Andersson met de Zweese ploeg de wereldtitel.
1900: Aabye, Schmidt, Winckler, Nilsson, Söderström, Staaf ·
1904: Olson, Johnson, Seiling, Magnusson, Flanagan ·
1908: Barrett, Goodfellow, Humphreys, Hirons, Ireton, Merriman, Mills, Shepherd ·
1912: Andersson, Bergman, Edman, Fredriksson, Gustafsson, Jonsson, Larsson, Lindström ·
1920: Canning, Holmes, Humphreys, Mills, Sewell, Shepherd, Stiff, Thorn